# 코니카

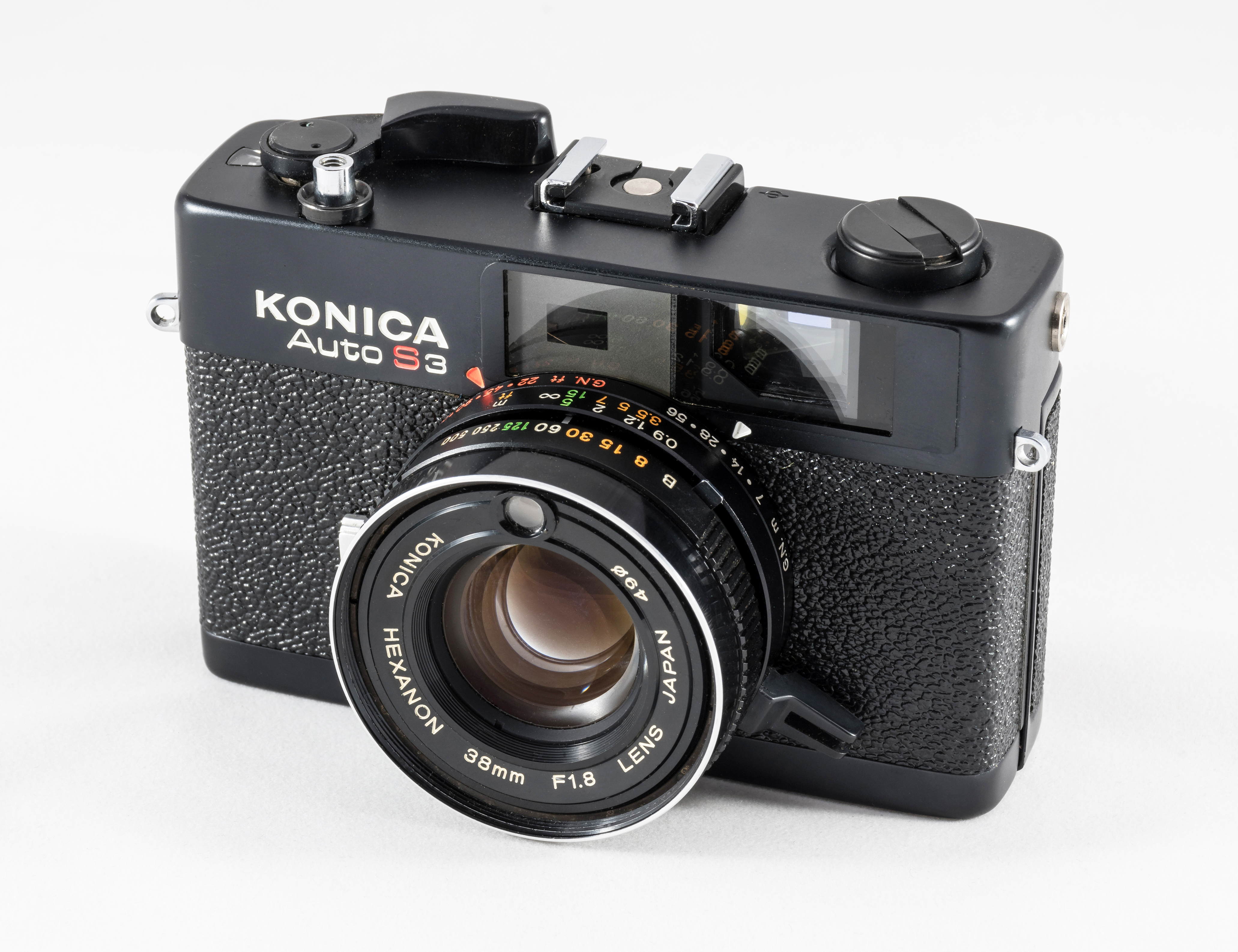

코니카(Konica, コニカ)는 1873년 설립된 일본의 카메라, 필름 제조 회사이다. 2003년 8월 5일, 미놀타와 주식교환을 통해 합병하여 코니카 미놀타가 되었다.